# Albert Mathiez
Albert-Xavier-Émile Mathiez, né le 10 janvier 1874 au lieu-dit de La Fouillie-des-Oreilles, sur la commune de La Bruyère (Haute-Saône), et mort le 25 février 1932 à Paris, est un historien français, spécialiste de la Révolution française.

## Biographie

### Famille
Issu d'une famille de petits paysans propriétaires franc-comtois installés depuis plusieurs générations dans la région de Luxeuil, Albert Mathiez est le fils aîné de Constant-Aristide-Eugène Mathiez (1849-1909), un paysan franc-comtois devenu aubergiste en 1881, et de Delphine-Adélaïde Thiébaud, fille de cultivateur de deux ans sa cadette, mariés le 19 mars 1873.
Né le 10 janvier 1874 à 17 heures, il est baptisé « Albert-Xavier-Émile ». Trois ans après la naissance d'un second enfant, une fille, en 1885, le couple divorce, et Delphine Thiébaud émigre aux États-Unis avec sa cadette.
De son côté, Constant Mathiez s'installe dans le petit village de Saint-Germain, au nord de Lure, où il ouvre un cabaret et se remarie, avant de mourir à l'âge de 59 ans.

### Des études secondaires et supérieures brillantes
Au collège de Lure, Albert Mathiez remporte un grand nombre de prix durant trois ans (1887-1890), particulièrement en langues, en science et en histoire, avant de rejoindre le lycée Gérome de Vesoul à l'automne 1890. Remarqué par l'inspecteur général, il est envoyé à Paris l'année suivante et entre en 1891 au lycée Lakanal, à Sceaux, où il se lie d'amitié avec Albert Lévy, fils d'un rabbin alsacien, Louis-Victor Bourrilly et Charles Péguy. Là, il se prépare au concours d'entrée à l’École normale supérieure, dont il suit les cours après son service militaire de 1894 à 1897. Albert se distingue par ses opinions « avancées » et se proclame socialiste. Son caractère devient de plus en plus violent à la suite d'un accident survenu en 1896 où il perd l’œil gauche. Il obtient l’agrégation d'histoire et géographie en 1897.

### Carrière universitaire
Professeur au lycée de Montauban puis au lycée de Châteauroux, il se spécialise dans l’histoire révolutionnaire, rédigeant un mémoire sur les journées des 5 et 6 octobre 1789, et prépare une thèse d’histoire sous la direction d’Alphonse Aulard, qui le dirige vers l’histoire religieuse, domaine encore alors à défricher. Il est docteur ès lettres en 1904.
Après quelques années passées dans des lycées de province, Mathiez est professeur au lycée Voltaire, à Paris, quand le ministère l'envoie comme chargé de cours à la faculté des lettres de Nancy en février 1908 puis à celle de Lille (octobre 1908-avril 1909), pour suppléer Philippe Sagnac. Devenu professeur à la faculté des lettres de Besançon en 1911, il est titulaire de la chaire d'histoire moderne et contemporaine à Dijon de 1919 à 1926. En octobre 1926, il devient suppléant de Philippe Sagnac à la chaire d'histoire de la Révolution française de la Sorbonne.

### Un historien engagé
Socialiste jusqu'en 1920, il s'enthousiasme pour la révolution d'Octobre et entre au Parti communiste français après le congrès de Tours en 1920.
En 1922, il en démissionne. Il participe en décembre à la fondation de l'Union fédérative des travailleurs socialistes révolutionnaires, avant de s'associer, en 1923, à l'Union socialiste communiste, nouvelle formation politique constituée à Dijon.
Puis il se rapproche de la SFIO et soutient le Cartel des gauches lors des élections législatives de 1924.
En 1926-1927, il publie plusieurs articles dans la Nouvelle revue socialiste de Jean Longuet. De même, par réaction à la politique nationaliste du gouvernement de Raymond Poincaré, issu du Bloc national, il adhère au pacifisme dans les années 1920. En 1926, il signe un Appel aux consciences qui dénonce les clauses du traité de Versailles sur la responsabilité du déclenchement de la guerre et demande leur abrogation. Cinq ans plus tard, il adhère à la Ligue des combattants pour la paix, qu'il quitte cependant dès septembre 1931, au retour d'une tournée en Allemagne, jugeant que l'esprit de revanche qui règne dans ce pays hypothèque les chances de réconciliation.
Le 25 février 1932, il est frappé d'une hémorragie cérébrale en présence de ses étudiants, dans l'amphithéâtre Michelet de la Sorbonne rue Saint Jacques ; rapidement hospitalisé, il meurt dans la soirée, sans avoir repris connaissance. Une plaque commémorative à son effigie se trouve encore à ce jour dans l’amphithéâtre de la Sorbonne. 
Une rue de Lure (Haute-Saône) porte son nom.

## Apport à l'histoire de la Révolution française
Prolongeant l’étude pionnière d’Aulard sur le Culte de la Raison et de l’Être suprême (1892), il soutient en 1903 une thèse principale sur La Théophilantropie et le culte décadaire à la Faculté des lettres de l’Université de Paris. Puis, en 1904, il présente sa thèse secondaire portant sur Les Origines des cultes révolutionnaires (1789-1792), qui fait grand bruit, traitant à la suite d’Émile Durkheim le phénomène religieux comme un fait social et envisageant les manifestations de la foi révolutionnaire comme un ensemble cohérent perceptible dès les débuts de la Révolution.
Mais, en 1907, Mathiez se dirige vers Robespierre et fonde avec Charles Vellay (1876-1953), docteur ès lettres et éditeur des œuvres de Saint-Just, la Société des études robespierristes, dont il devient le président et qui regroupe des historiens et des hommes politiques. Cette société publie sous sa direction une revue, d'abord baptisée Les Annales révolutionnaires (1908-1923), avant de prendre le nom d’Annales historiques de la Révolution française; celle-ci entre en concurrence avec La Révolution française, que dirige Aulard. La brouille s’installe dès lors entre les deux hommes, le premier prenant la défense de Danton, tandis que le second se fait le champion de Robespierre.
Historien de la « religion civile » révolutionnaire, Albert Mathiez fut un temps admirateur de la révolution bolchevique et l'initiateur de la comparaison bolchevisme/jacobinisme. Il voyait, en 1920, dans l'institutionnalisation des soviets par Lénine une façon radicale de remédier aux « inconvénients de la bureaucratie et du parlementarisme, et réaliser autant que possible ce gouvernement du peuple par le peuple qui est pour lui, comme pour Rousseau et pour Robespierre, le propre de la démocratie véritable  ».
En 1922, il se décide à présenter en une large synthèse ses vues d'ensemble sur la Révolution : ce sont les trois volumes de La Révolution française publiés dans la collection Armand Colin et régulièrement réédités (Club français du livre en 1967, 10/18 en 1978 ou Denoël en 1985).
Il s’intéresse de plus en plus à l’histoire économique et sociale de la Révolution. et publie en 1927 La Vie chère et le mouvement social sous la Terreur qui marque une grande étape pour les recherches d’histoires révolutionnaires.
Enfin en 1929, il publie, aux éditions Armand Colln (cette fois avec un appareil critique — notes et index — que la collection de 1922 ne permettait pas) La réaction thermidorienne qui retrace l'histoire des quinze derniers mois de la Convention nationale (rééditée en 2010 par La Fabrique).

## Distinctions
- Chevalier de la Légion d'honneur (12 aout 1925)[11]

## Publications
- La Théophilanthropie et le culte décadaire, 1796-1801. Essai sur l’histoire religieuse de la Révolution, Paris, Félix Alcan éditeur, 1904.
- Les Origines des cultes révolutionnaires (1789-1792), Paris, Société Nouvelle de Librairie et d'Édition (librairie Georges Bellais), 1904.
- La Question sociale pendant la Révolution française, Paris, Édouard Cornely et Cie éditeurs, 1905.
- (avec Léon Cahen), Les Lois françaises de 1815 à nos jours accompagnées des documents politiques les plus importants, réunies conformément aux programmes du 31 mai 1902 pour les classes de philosophie A et B, de mathématiques A et B et les écoles normales, Paris, Librairie Félix Alcan, 1906. 2e édition, 1919.
- Contributions à l'histoire religieuse de la Révolution française, Paris, Félix Alcan éditeur, 1907.
- Annales révolutionnaires, Tome premier, Paris, Ernest Leroux éditeur, 1908.
- Le Club des cordeliers pendant la crise de Varennes et le massacre du champ de Mars, Paris, Librairie ancienne Honoré Champion, 1910 (lire en ligne), supplément (1913).
- La Révolution et l'Église. Études critiques et documentaires, Paris, Librairie Armand Colin, 1910.
- Rome et le clergé français sous la Constituante. La Constitution civile du Clergé. L'Affaire d'Avignon, Paris, Librairie Armand Colin, 1911.
- Les grandes journées de la Constituante, Paris, Librairie Hachette et Cie, 1913. Réédition : Les Éditions de la Passion, 1989.
- François Chabot, Paris, E. Leroux, 1914.
- Études robespierristes, vol. 1. La corruption parlementaire sous la Terreur, Paris, Librairie Armand Colin, 1917.
- Études robespierristes, vol. 2. La conspiration de l'étranger, Paris, Librairie Armand Colin, 1918.
- La Révolution et les Étrangers. Cosmopolitisme et défense nationale, Paris, La Renaissance du livre, 1918.
- Un Procès de corruption sous la terreur. L'affaire de la Compagnie des Indes, Paris, Librairie Félix Alcan, 1920.
- Le Bolchévisme et le Jacobinisme, Paris, Librairie du Parti Socialiste et de l'Humanité, 1920.
- Robespierre terroriste, Paris, La Renaissance du livre, 1921.
- La Révolution française. Tome I. La chute de la royauté (1787-1792), Paris, Librairie Armand Colin, 1922.
- Préface de Antoine Richard, Le Gouvernement révolutionnaire dans les Basses-Pyrénées, 1923,
- La Révolution française. Tome II. La Gironde et la Montagne, Paris, Denoël, 1985 (réédition).
- La Révolution française. Tome III. La Terreur, Paris, Denoël, 1985 (réédition).
- Annales historiques de la Révolution française, 1924.
- Autour de Danton, Paris, Payot, 1926.
- La Vie chère et le mouvement social sous la Terreur, Paris, Armand Colin, 1927. Réédition : Paris, Payot, Vol. 1, Vol. 2, 1973.
- La Réaction thermidorienne, 1929. Réédition avec présentation de Yannick Bosc et Florence Gauthier, La Fabrique, Paris, 2010.
- Girondins et Montagnards, Paris, Firmin Didot, 1930.
- Le dix août, Paris, Gallimard, 1931.
- La Révolution française (jusqu'au 9 Thermidor), Paris, Armand Colin, 1922-1924.
- Le Directoire, du 11 brumaire an IV au 18 fructidor an V, Paris, Armand Colin, 1934.
- Études sur la Révolution française, 1954.
- Études sur Robespierre (1758-1794), Préface de Georges Lefebvre, Paris, Éditions sociales, Société des études robespierristes, 1958.
- Révolution russe et Révolution française, recueil d'articles préfacé par Yannick Bosc et Florence Gauthier, Paris, Éditions critiques, 2017.
- Robespierre et la république sociale, recueil d'articles et de conférences préfacé par Yannick Bosc et Florence Gauthier, Paris, Éditions critiques, 2018,  (ISBN 9791097331047).

#### Colloques
- Albert Mathiez (1874-1932), colloque de Dijon, 28-29 novembre 1974, Société des études robespierristes, 1974.
- Voies nouvelles pour l'histoire de la Révolution française, colloque Albert Mathiez-Georges Lefebvre, pour le centième anniversaire de leur naissance (1874-1974), Société des études robespierristes, 1975.

#### Ouvrages
- James Friguglietti, Albert Mathiez, historien révolutionnaire (1874-1932) (traduit de l'anglais par Marie-Françoise Pernot), Société des études robespierristes, 1974, 261 p.
- Albert Troux, Albert Mathiez, professeur et historien 1874-1932, Imprimerie G. Thomas, 1932.
- Albert Troux, Un grand historien comtois : Albert Mathiez [1874-1932]. Conférence faite le dimanche 24 février 1935 à la Société des conférences populaires de Vesoul, G. Thomas, 1935, 40 p.

#### Articles
- Jean-Pierre Chantin, « Les adeptes de la théophilanthropie. Pour une autre lecture d'Albert Mathiez »,  Rives nord-méditerranéennes, no 14, 2003, [lire en ligne].
- Corrado Barbagallo, « Albert Mathiez », Annales historiques de la Révolution française, no 51,‎ mai-juin 1932, p. 221-223 (JSTOR 41924151).
- Étienne Burnet, Henri Delacroix, Pierre Trahard et Pierre Martin, « Adieu à Albert Mathiez », Annales historiques de la Révolution française, no 51,‎ mai-juin 1932, p. 276-282 (JSTOR 41924161).
- Henri Calvet, « Albert Mathiez professeur en Sorbonne », Annales historiques de la Révolution française, no 51,‎ mai-juin 1932, p. 264-270 (JSTOR 41924159).
- Jean Dautry, « Albert Mathiez, historien de la Révolution française », Annales historiques de la Révolution française, no 168,‎ avril-juin 1962, p. 129-151 (JSTOR 41925645).
- Lucien Febvre, « Albert Mathiez : un tempérament, une éducation », Annales d'histoire économique et sociale, no 18,‎ 1932, p. 573-576 (lire en ligne).
- (en) James Friguglietti, « Albert Mathiez, an Historian at War », French Historical Studies, Duke University Press, vol. 7, no 4,‎ automne 1972, p. 570-586 (lire en ligne).
- James Friguglietti, « La querelle Mathiez-Aulard et les origines de la Société des études robespierristes », Annales historiques de la Révolution française, no 353 « Un siècle d'études révolutionnaires 1907-2007 »,‎ juillet-septembre 2008, p. 63-94 (lire en ligne).
- (en) James Friguglietti, « Albert Mathiez (1874-1932) », dans Philip Daileader et Philip Whalen (dir.), French Historians, 1900-2000 : New Historical Writing in Twentieth-Century France, Chichester / Malden (Massachusetts), Wiley-Blackwell, 2010, XXX-610 p. (ISBN 978-1-4051-9867-7, présentation en ligne), p. 428-436.
- François Furet, "Histoire universitaire de la révolution française", dans Dictionnaire critique de la révolution française(François Furet, Mona Ozouf et coll), tome 5-Interprètes et historiens, Paris, Champs Flammarion, 2007, (Flammarion, 1988), p.111-139.
- Florence Gauthier, « Albert Mathiez, historien de la Révolution Française : le métier d'historien face aux manipulations de l’histoire », Annales historiques de la Révolution française, no 353 « Un siècle d'études révolutionnaires 1907-2007 »,‎ juillet-septembre 2008, p. 95-112 (lire en ligne).
- Jacques Godechot, « L'enseignement d'Albert Mathiez à l'École des Hautes Études », Annales historiques de la Révolution française, no 51,‎ mai-juin 1932, p. 271-275 (JSTOR 41924160).
- Louis Gottschalk, « L'influence d'Albert Mathiez sur les études historiques aux États-Unis », Annales historiques de la Révolution française, no 51,‎ mai-juin 1932, p. 224-229 (JSTOR 41924152).
- Georges Lefebvre, « L'œuvre historique d'Albert Mathiez », Annales historiques de la Révolution française, no 51,‎ mai-juin 1932, p. 192-210 (JSTOR 41924148).
- Georges Lefebvre, « À la mémoire d'Albert Mathiez », dans Études sur Robespierre (Voir Œuvres), p. 9-15.
- Alric Mabire, « Une controverse historique : l'affrontement Aulard‑Mathiez », dans Michel Biard et Hervé Leuwers (dir.), Danton : le mythe et l'histoire, Paris, Armand Colin, 2016, 231 p. (ISBN 978-2-200-61413-3).
- Georges Michon, « Albert Mathiez et les événements de 1914-1920 », Annales historiques de la Révolution française, no 51,‎ mai-juin 1932, p. 247-251 (JSTOR 41924156).
- Varoujean Poghosyan, « Sur la polémique entre Albert Mathiez et les historiens soviétiques », Annales historiques de la Révolution française, no 387,‎ janvier-mars 2017, p. 31-54 (lire en ligne).
- Henry Poulet, « L'adieu de la Société des études robespierristes », Annales historiques de la Révolution française, no 51,‎ mai-juin 1932, p. 283-284 (JSTOR 41924162).
- Alfred Rufer, « Souvenirs sur Albert Mathiez sur les études historiques aux États-Unis », Annales historiques de la Révolution française, no 51,‎ mai-juin 1932, p. 230-234 (JSTOR 41924153).
- Robert Schnerb, « Souvenirs sur l'enseignement d'Albert Mathiez à la Faculté des Lettres de Dijon », Annales historiques de la Révolution française, no 51,‎ mai-juin 1932, p. 252-257 (JSTOR 41924157).
- (en) James M. Thompson, « Albert Mathiez », The English Historical Review, Oxford University Press, vol. 47, no 188,‎ octobre 1932, p. 617-621 (JSTOR 553070).
- Albert Troux, « Albert Mathiez à Nancy (1908-1909) et à Besançon (1911-1920) », Annales historiques de la Révolution française, no 51,‎ mai-juin 1932, p. 240-246 (JSTOR 41924155).
- Hermann Wendel et Jules Millot-Maderan, « Albert Mathiez vu par un « dantoniste » allemand », Annales historiques de la Révolution française, no 51,‎ mai-juin 1932, p. 235-239 (JSTOR 41924154).